# رابرت آلن آکرمن
رابرت آلن آکرمن (انگلیسی: Robert Allan Ackerman؛ ۳۰ ژوئن ۱۹۴۴ – ۱۰ ژانویهٔ ۲۰۲۲)فیلم ساز مطرح امریکایی و  کارگردان فیلم اهل ایالات متحده آمریکا است. او از سال ۱۹۹۲ میلادی فیلم‌های متعددی نظیر آب‌سنگ (۱۹۹۹)، ریگان‌ها (۲۰۰۳)، و دختر رامن (۲۰۰۸) را کارگردانی کرده‌است.
آکرمن در ۳۰ ژوئن ۱۹۴۴ در بروکلین به دنیا آمد. او در ۱۰ ژانویه ۲۰۲۲ در سن ۷۷ سالگی بر اثر نارسایی کلیه در مرکز پزشکی سیدرز-ساینای در لس‌آنجلس درگذشت.